# Zajko Zeba
Zajko Zeba (Sarajevo, 22. svibnja 1983.) je bosanskohercegovački nogometaš. 
Nastupao je za FK Željezničar, FK Olimpik Sarajevo, NK Brotnjo, HŠK Zrinjski Mostar, NK Maribor, FK KAMAZ Naberežnye Čelny i FK Alania Vladikavkaz, FK Sloboda Tuzla. Sada nastupa za FK Željezničar
Svoju nogometnu karijeru je počeo u Željezničaru iz Sarajeva. Igrao je u mlađim kategorijama kluba, ali nikad nije dobio pravu priliku da nastupi za prvu momčad Željezničara. Stoga odlazi u FK Olimpik Sarajevo. Nakon toga potpisuje ugovor s jednim od najjačih klubova tadašnje Premijer lige BiH, Brotnjom iz Čitluka. Dobre igre u dresu Brotnja su primijetili ljudi iz Željezničara, te su ga na proljeće 2004. ponovno vratili na Grbavicu. U Želji ostaje samo nekoliko mjeseci, zbog nesuglasica s upravom kluba potpisuje ugovor sa Zrinjskim. U sezoni 2004./2005. Premijer lige BiH s plemićima osvaja naslov prvaka države. Na ljeto 2005. odlazi u slovenski NK Maribor, a nakon toga u ruski KAMAZ iz Naberežnye Čelnih gdje Zeba već duže vrijeme igra u životnoj formi. Zajko Zeba je član ruskog KAMAZA od 2006. godine. U prvoj je sezoni bio najbolji asistent Druge lige Rusije i prvi strijelac KAMAZA s 12 golova, a protekle je sezone imao najviše asistencija i golova u svojoj momčadi - po šest. Nakon kraćeg zadržavanja u vladikavkaskoj Alaniji, pred sezonu 2010./11. ponovo se vratio u svoj prvi klub, FK Željezničar.
Zajko Zeba je nastupao za bosanskohercegovačku nogometnu reprezentaciju.